# Juan Zumel
Juan Zumel (¿Valladolid?, c. 1473-Burgos, 16 de abril de 1534) fue un magistrado castellano del siglo XVI que desempeñó cargos políticos en la ciudad de Burgos, como alcalde y escribano mayor, y en Valladolid, como regidor y protector del Hospital de Esgueva. Se casó con Catalina de Estrada, ingresó en la cofradía de Santiago y fue elegido tutor de Juliana Angela de Velasco y Aragón, hija del condestable de Castilla Bernardino Fernández de Velasco y Mendoza.
Es conocido por su activa participación en las Cortes de Valladolid de 1518, en las que manifestó su oposición a las concesiones de cargos a extranjeros por parte del nuevo monarca, Carlos I. Durante la revuelta comunera, en 1520 y 1521, logró la sumisión de Burgos al poder real, pacificó Valencia y se dirigió a Toledo como juez pesquisidor para condenar a los rebeldes de esta ciudad, que acababan de rendirse en octubre-noviembre de 1521. Esta actitud le valió numerosas mercedes del monarca, aunque también las represalias de los comuneros.
Tras esos acontecimientos, fue elegido tutor de Atanasio de Ayala, hijo del rebelde conde de Salvatierra. En los últimos años de su vida también desempeñó algunas comisiones del condestable de Castilla, con quien tenía una duradera amistad. Falleció en Burgos el 16 de abril de 1534 y en su testamento pidió ser sepultado en Valladolid.

## Vida y cargos

### Primeros años: nacimiento y matrimonio
A pesar de no existir en los archivos parroquiales fuentes que acrediten una fecha certera, Juan Zumel debió nacer, según el historiador Domingo Hergueta y Martín, hacia el año 1473, aunque no está claro si en Burgos —como habitualmente se cree— o en Valladolid, donde además de doctorarse en su Universidad, contrajo matrimonio con Catalina de Estrada y se desempeñó como regidor y gran protector del Hospital de Esgueva. Allí, también, dispuso de casi todas sus propiedades: tres casas en la «Hacera» —aportadas por su esposa— y otra casa principal que lindaba con estas, situada en la «boca de la Plazuela Vieja», que compró tras su matrimonio. En Burgos, en cambio, no dejó a su muerte más que noventa libros.
Como bienes patrimoniales, Zumel llevó en su casamiento una heredad que rentaba cincuenta y seis fanegas de pan, mitad trigo y mitad cebada, en Barcones (provincia de Soria), así como Catalina llevó casas y heredades en Madrigal (provincia de Guadalajara). Ambas propiedades se hallaban enclavadas en el señorío de María de Tovar, esposa del que luego fue condestable de Castilla, Iñigo Fernández de Velasco, y con quienes el matrimonio mantuvo una fluida relación. De esa manera, cuando aquellos heredaron el ducado de Frías y se trasladaron a Burgos, Zumel los acompañó, e incluso el mismo Velasco llegó a proponerlo para el Consejo Real.
Existen informaciones contradictorias acerca de si el matrimonio tuvo hijos. En una carta dirigida a la Junta de Valladolid en plena Guerra de las Comunidades de Castilla, a comienzos de febrero de 1521, Zumel pide que le «diesen licencia a Doña Catalina su señora y a un hijo suyo», pero lo cierto es que su testamento no hace mención a ningún descendiente directo.

### Zumel cofrade de Santiago y tutor de Juliana Ángela de Velasco
Zumel, como miembro de una distinguida familia, pudo ingresar en la Cofradía de los Caballeros de San Pedro y Santiago de la Fuente, instituida para asociar a los caballeros y nobles burgaleses. Durante la segunda década del siglo XVI también se encargó, junto con Juan de Velasco y Martín Ochoa de Saviola, de la tutoría de Juliana Ángela de Velasco y Aragón, cuyo padre Bernardino Fernández de Velasco y Mendoza le había dejado un mayorazgo a condición de casarse con un descendiente de su bisabuelo Juan de Velasco.
Juan Zumel se trasladó con Ochoa de Saviola a la villa de San Vicente de la Sonsierra, en la provincia de Logroño, y allí, el 16 de junio de 1516, otorgó junto con él una escritura por la cual Juan Téllez Girón, conde de Ureña, y su hijo Pedro Girón y Velasco, vendieron a Juliana la referida ciudad de San Vicente, con todos los derechos señoriales y mero mixto imperio, por el precio de 21 250 000 maravedíes, para lo cual ella dejaba en fianza la posesión de la villa y fortaleza de Briones. Fue Zumel quien, después de las formalidades acostumbradas, entregó la vara de la justicia al nuevo alcalde señorial, Pero Gil.

### Nombramiento para alcalde mayor de Burgos
Tras la renuncia de Juan Osorio, el 13 de junio de 1515 Zumel fue nombrado por la monarquía, a título vitalicio, alcalde mayor de Burgos, en virtud de su «suficiencia», «abilidad  [sic]» y algunos servicios hechos a la Corona.

#### Pleito sostenido con la abadesa de las Huelgas

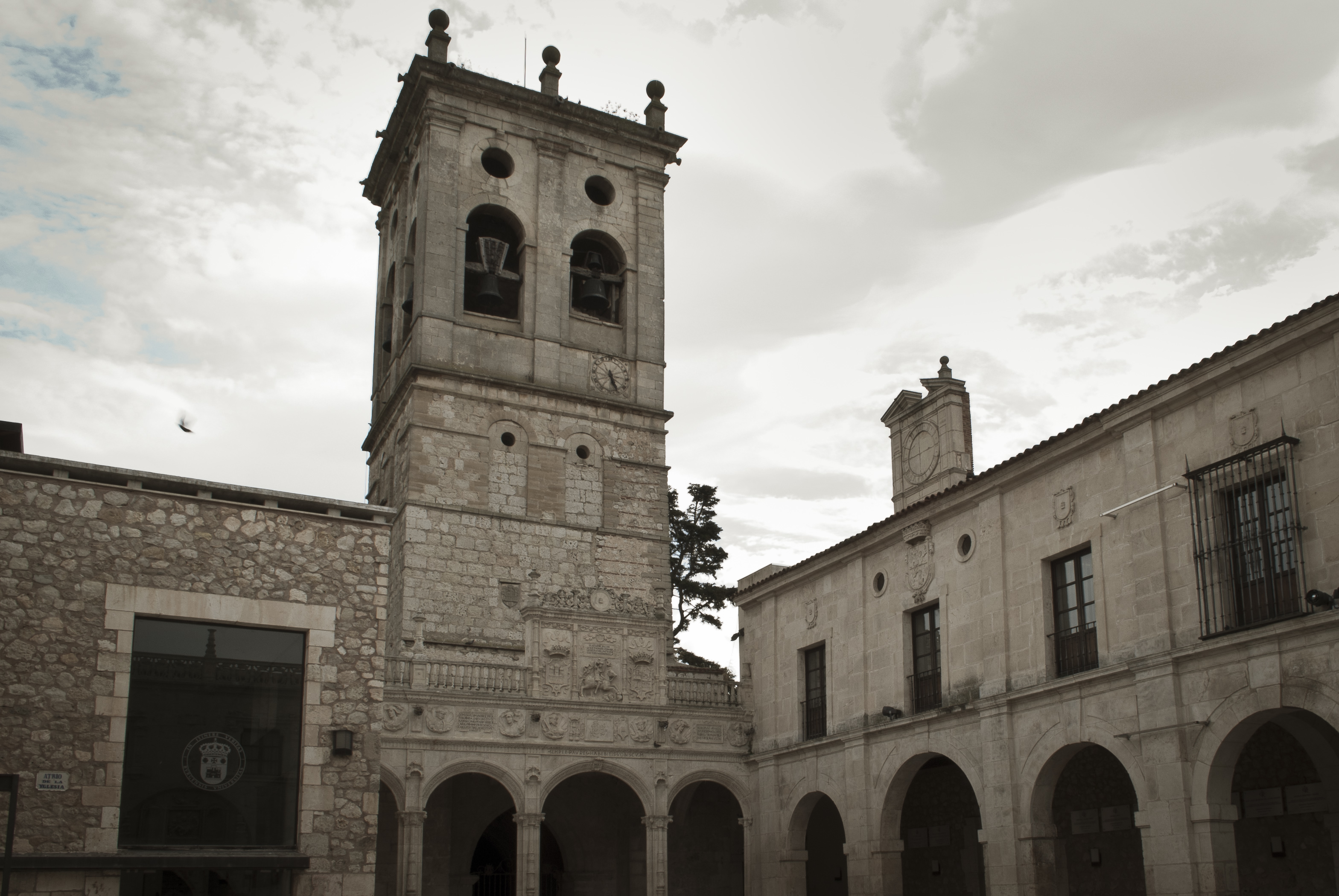
Vista del Hospital del Rey de Burgos, cuya jurisdicción estuvo disputada entre la ciudad y la abadesa de las Huelgas a finales de la Edad Media.

Desde comienzos del siglo XVI, la ciudad de Burgos había querido impedir que la abadesa de las Huelgas ejerciese la jurisdicción civil y criminal sobre el Real Monasterio y Hospital del Rey. En 1516, ya como alcalde mayor, Juan Zumel se dirigió allí con un escribano y algunos hombres armados, pero entonces se encontró con la oposición del merino del monasterio, que le cerró las puertas. Al día siguiente dictó algunos autos de prisión contra el alcalde del compás y los vecinos que lo habían ayudado, tras lo cual prendió a varios de estos y citó por medio de pregones a los demás.
Ante ello, la abadesa de las Huelgas acudió a la Chancillería de Valladolid para defender sus derechos y, al mismo tiempo, ordenó a su procurador que obtuviese del regente Francisco Jiménez de Cisneros una provisión favorable al respecto. Consultado el caso con el presidente y los oidores del tribunal, el 2 de diciembre de 1516 se le ordenó a Zumel que soltase a los presos bajo pena de 50 000 maravedíes, y al concejo burgalés que no innovase nada en la cuestión hasta la resolución del pleito.
Sin embargo, Zumel no desistió en su actitud, sino que envió al alcalde del compás un pregonero acompañado de hombres armados para que emplazase a ciertos vecinos, al mismo tiempo que el procurador de la ciudad ponía una demanda contra el representante del monasterio.
De parte de la abadesa, el procurador Juan de Calderón protestó ante el regente y le pidió que hiciese cumplir la misiva expedida anteriormente, para que Zumel compareciese ante la Chancillería y fuese condenado con las penas señaladas por ella. A pesar de que el concejo de Burgos salió en su propia defensa, el tribunal de Valladolid indicó a Cisneros la necesidad de dirigir otra carta a la ciudad. Así lo hizo el 28 de marzo de 1517, cuando duplicó la multa anterior a 100 000 maravedíes. Sin embargo, esta nueva carta de conminación no hizo mucho efecto, pues la abadesa y el comendador del Hospital debieron volver a elevar una nueva queja contra el alcalde Zumel:

En los dias pasados con las alteraciones e movimientos que ha habido yendo, como diz que queriades yr con mano armada a voz de comunidad con mucho escándalo e alboroto a los compases a usar e exercer de hecho la jurisdicción cevil e criminal que nunca de tiempo inmemorial acá se hizo nin acostumbró. E que se temen e rezelan que les queréis hazer otros agravios e sin razones contra el thenor e forma de las cartas que van encorporadas e de otras nuestras cartas e privilegios que de nos e de los Reyes nuestros progenitores tienen.
En los días pasados, con las alteraciones y movimientos que han estado yendo, dicen que querías ir con mano armada a voz de Comunidad, con mucho escándalo y alboroto, a los compases; a usar y ejercer de hecho la jurisdicción civil y criminal que desde tiempo inmemorial nunca acá se hizo ni se acostumbró. Y que temen y recelan que les queréis hacer otros agravios y sinrazones contra el tenor y forma de las cartas que van incorporadas y de otras nuestras cartas y privilegios que de nosotros y de los reyes, nuestros progenitores, tienen.
Ejecutoria del pleito.

### Obtención de la escribanía mayor del concejo y del crimen de la ciudad de Burgos
El 23 de septiembre de 1516 Juan Zumel solicitó permutar su oficio de alcalde mayor por el de escribano mayor del concejo y del crimen. Tres meses después, el 20 de diciembre de ese año, el monarca Carlos I aceptó su nombramiento —confirmado luego el 16 de abril de 1517— dado que quien ostentaba el cargo, Gonzalo Pérez de Cartagena, había presentado su renuncia y enviado a la Corte su título original para que fuese dado por nulo y destruido.

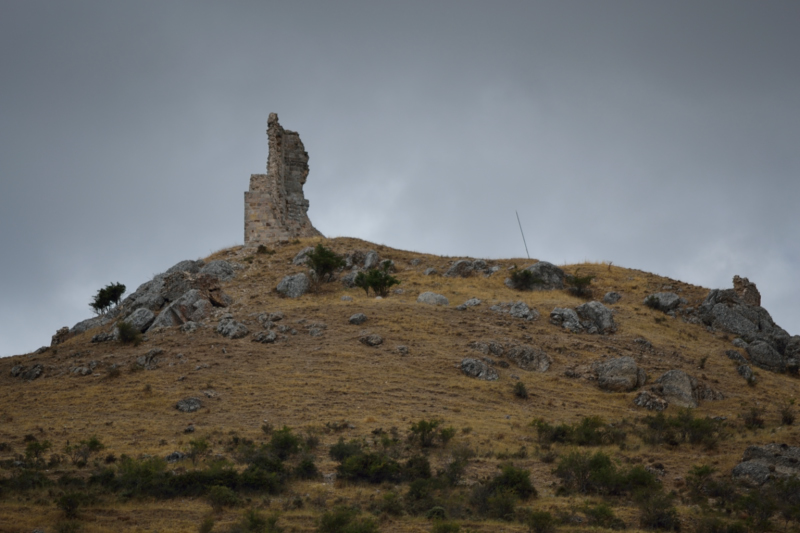
Restos del castillo de Lara de los Infantes, luego entregado al extranjero Joffre de Cottanes

Como escribano mayor, Zumel colaboró con Diego Osorio y los representantes de León y Valladolid para redactar la carta que Burgos y esas dos ciudades dirigieron a Carlos I, rogándole que fuera a Castilla lo más pronto posible. El 17 de febrero de 1517, además, el concejo de Burgos le ordenó apoderarse del castillo de Lara, que se encontraba desguarnecido. Zumel se dirigió allí, tomó información acerca de como su alcaide lo había abandonado, formó un inventario de las armas, pertrechos y bienes muebles que había y procedió finalmente a entregarla a Pedro de Porres, de quien recibió pleito homenaje.

### Zumel en las Cortes de 1518

#### Primeras protestas y presiones regias

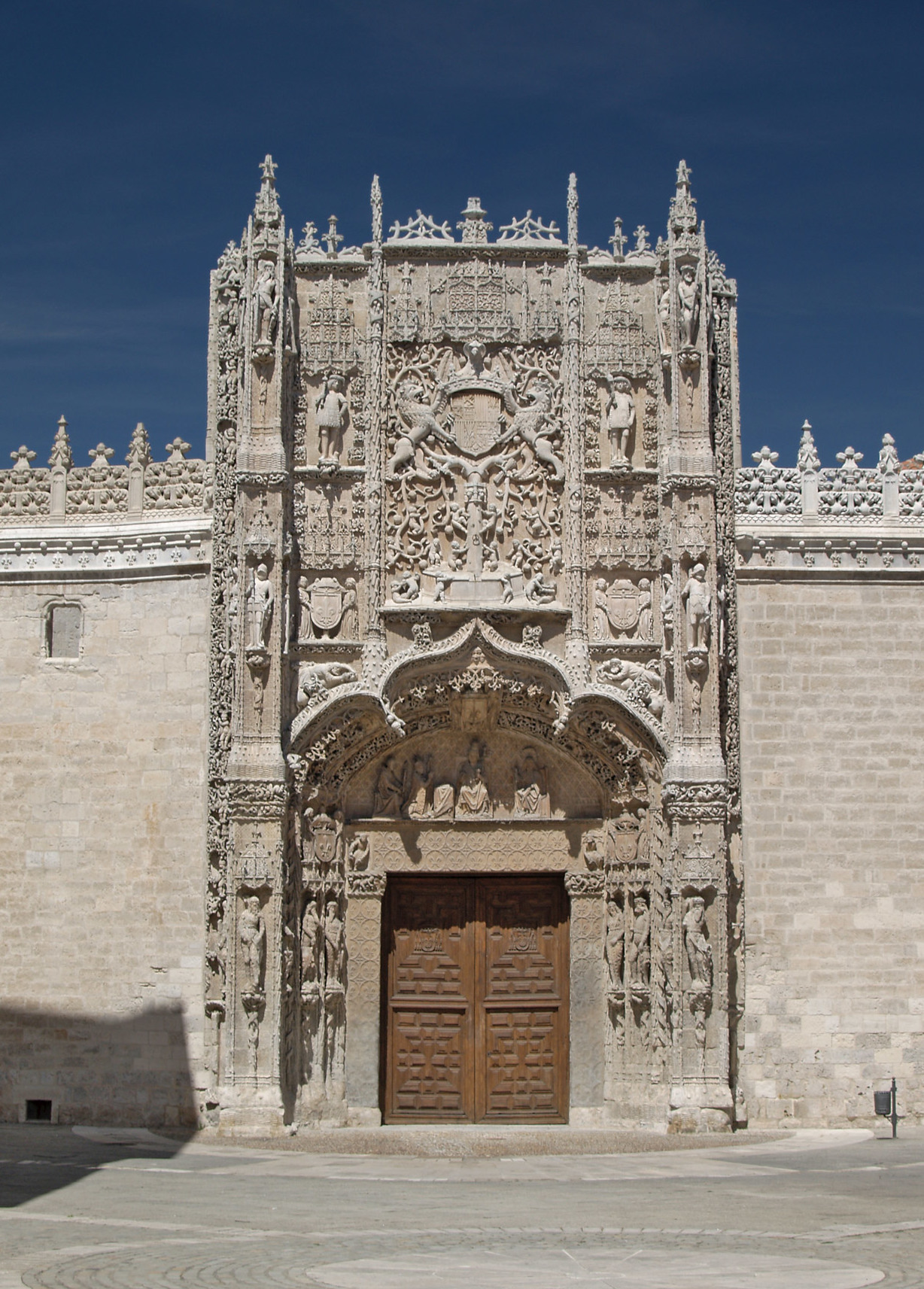
Fachada del Colegio de San Gregorio, en Valladolid, donde se reunieron los procuradores para celebrar las Cortes de 1518

En 1518 Zumel fue designado por el concejo de Burgos para asistir a las Cortes de Valladolid, junto con el regidor Diego de Soria. Su actuación en las mismas es bien conocida por los historiadores: el 2 de febrero, antes de que se diese inicio a la primera sesión, protestó en nombre de los demás por el nombramiento de dos extranjeros en los cargos más importantes de Cortes: el de Jean Sauvage como presidente —acompañando al obispo Pedro Ruiz de la Mota— y el de un tal Maestrejos como asistente, pidiendo testimonio de su queja al secretario Bartolomé Ruiz de Castañeda.
El historiador hispanista Joseph Pérez concuerda con Manuel Giménez Fernández al subestimar el significado de la actuación del procurador burgalés y calificarla como una simple oposición verbal por parte de alguien que, como perteneciente desde hacía mucho a la clientela del condestable, buscaba manifestar los sentimientos de una parte de la aristocracia castellana, inquieta ante la posición que ocupaban los flamencos en la nueva administración y decepcionada por permanecer alejada de los centros de poder.
El cronista Prudencio de Sandoval, por su parte, ha dejado un relato sobre las presiones regias que recibieron ambos procuradores burgaleses como consecuencia de su actitud. Según él, Carlos les ordenó presentarse en el palacio del canciller para celebrar una conferencia con este, el obispo Mota y el letrado García de Padilla. Por temor y por precaución de lo que podría pasar, los de Valladolid y Sevilla decidieron acompañarlos. Y una vez allí, según el cronista, la camarilla flamenca habría recriminado a Zumel su conducta orientada a «levantar los ánimos»:

Los menores le respondieron con mucha cólera, y que había incurrido en pena de muerte y perdimiento de bienes; y que así, le habían de mandar prender como a deservidor del rey.
Prudencio de Sandoval, Historia de la vida y hechos del Emperador Carlos V.

Zumel comunicó lo ocurrido a sus colegas y presentó personalmente una petición a Le Sauvage para que el monarca confirmase los capítulos acordados en las anteriores Cortes. Entonces se encontraron con Mota y García de Padilla, los cuales, a su vez, se entrevistaron con Guillermo de Croy, señor de Chiévres y consejero del rey, para determinar qué hacer. Tras hacerlos esperar un tanto, respondieron que elevarían la demanda a conocimiento del rey, aunque al mismo tiempo hicieron un comentario negativo por la osadía de «dar petición al rey antes que supiesen lo que Su Alteza les querría mandar». Zumel habría respondido que su intención era advertir a Carlos de las necesidades que sufría el reino para así evitar de ese modo cualquier alteración o desacato contra su autoridad.
Acto seguido, Le Sauvage envió al secretario Villegas para que le trajese al doctor Zumel. Temiendo lo peor, los procuradores de Córdoba y Granada se instalaron junto a la puerta de la recámara del presidente de las Cortes y esperaron que Zumel saliese sano y salvo.

#### Votación del servicio y mercedes reales a Zumel
El 5 de febrero Carlos confirmó las palabras del discurso leído por Mota y Juan Zumel se levantó del asiento para agradecerle su venida a Castilla y reiterar los pedidos manifestados anteriormente. Seguidamente, juraron los procuradores y el monarca.
El 9 de febrero el obispo Mota pronunció un nuevo discurso: la proposición real, en la cual justificó el pedido al reino de un gran servicio extraordinario. Zumel, en nombre de todos los procuradores, pidió tiempo para deliberar. La misma respuesta ofreció al día siguiente cuando Mota manifestó su pretensión de que el servicio fuese mayor a los pasados, debido a las acuciantes necesidades del monarca. Finalmente, aquel fue votado formalmente el 14 de febrero y en los términos impuestos por Carlos: doscientos cuentos de maravedíes pagaderos a tres años.
Dado que Zumel, finalmente, aceptó el servicio que pedía el rey, el historiador Manuel Danvila y Collado ha insistido en que la Corte pudo doblegar su ímpetu inicial con la concesión, el 15 de marzo de 1518, de 200 ducados de oro, es decir, 75 000 maravedíes:

Al Dr. Zumel, en 15 de marzo, se la concedió de 200 ducados de oro, para cohechar sus altanerías.
Manuel Danvila, Historia crítica y documentada de las Comunidades de Castilla.

Una Real Cédula de 15 de marzo de 1518, revela que toda la entereza del Dr. Zumel se rindió ante 200 ducados de oro o 75 000 maravedis de que le hizo merced el Emperador. Desde entonces fué  [sic] uno de sus más decididos partidarios y arriesgó su vida y hacienda en el Real servicio recibiendo en cambio grandes y reiteradas recompensas.
Ibídem.

Domingo Hergueta y Martín criticó muy duramente a Danvila por sus consideraciones. Para el historiador navarro, dicha concesión no condicionó en nada la actitud de Zumel porque, de hecho, era completamente normal que los monarcas concediesen mercedes a los procuradores, sobre todo en las Cortes en las que eran jurados como tales. E incluso convino en mencionar otra más, fechada un día después que la anterior y por la cual se autorizaba a Zumel a renunciar cuando, como y en quien quisiera su oficio de escribano mayor de Burgos. Aquí insertó la justificación regia, que según él probarían, por tanto, que las mercedes dadas a Zumel en estas Cortes serían resultado de la costumbre y no de la corrupción:

Acatando los muchos e buenos y leales serbycios que nos aveys fecho e haceys de cada dia y los muchos trabajos que aueys pasado en la venida que venistes por procurador de la dicha cibdad a las cortes que mandamos fazer en la noble villa de Valladolid este presente año de la data desta nuestra carta (1518) y los gastos que aueys fecho en seguimiento de lo susodicho y en alguna enmienda y remuneración dello y sabiendo que al tiempo que los procuradores de Corte pasados venieron a jurar a los Reyes nuestros predecesores les an acostumbrado a fazer semejantes mercedes (...)
Acatando los muchos, buenos y leales servicios que nos habéis hecho y hacéis cada día; y los muchos trabajos que habéis pasado en la venida que vinistes por procurador de la dicha ciudad a las Cortes que mandamos hacer en la noble villa de Valladolid este presente año de la data de esta nuestra carta (1518); y los gastos que habéis hecho en seguimiento de lo susodicho y en alguna enmienda y remuneración de ello. Y sabiendo que, al tiempo que los procuradores de Cortes pasados vinieron a jurar a los reyes, nuestros predecesores, les han acostumbrado a hacer semejantes mercedes (...)
Real cédula dada en Valladolid el 16 de marzo de 1518 por Carlos I, e inserta en el libro de actas del Ayuntamiento de Burgos del año 1534.

### Otras gestiones relevantes en Burgos
El 15 de enero de 1519 el concejo de Burgos decidió apelar la cédula por la cual el monarca había ordenado entregar el castillo de Lara al extranjero Joffre de Cottanes y eligió a Zumel para redactar el documento pertinente, que sería enviado a la Corte. Procedió, entonces, a hacerlo en los términos de que dicha concesión, además de ir contra los fueros, «no cumple al servicio de su alteza, demás del daño que la ciudad rescibe  [sic]». No obstante, el rey no se retractó nunca de su decisión y Cottanes mantuvo la posesión del castillo hasta el estallido de la revuelta comunera, cuando perdió la vida en manos de la multitud enfurecida.
Más de un año después de que el concejo dirigiese dicha apelación, el 19 de febrero de 1520 Carlos I llegó a las puertas de Burgos. Allí Juan Zumel integró la comitiva de recibimiento, junto a los alcaldes y el merino mayor, y pidió al monarca que se detuviese y jurase sobre un libro misal que él sostenía respetar todos los privilegios, buenos usos y costumbres de la ciudad. Además, dos días después recibió la comisión del concejo para rogar a Carlos que prolongase su estancia hasta el día 27 de febrero, a lo que el rey accedió.

### Guerra de las Comunidades
La votación de un nuevo servicio de Cortes y la partida de Carlos hacia el Sacro Imperio, donde debía coronarse emperador, tuvo como consecuencia una serie de revueltas urbanas en las principales ciudades de Castilla, que se organizaron en una asamblea llamada Santa Junta e iniciaron la confección de un programa político destinado a reorganizar el sistema político y económico del país. Burgos, ciudad en la que residía Zumel, se unió también a la revuelta generalizada contra el monarca. Sin embargo, el nombramiento del condestable de Castilla Iñigo Fernández de Velasco y del almirante Fadrique Enríquez como virreyes, en compañía del ya designado Adriano de Utrecht, condujo a un cambio en la relación de fuerzas de la guerra civil, cambio que cooperaría para que en octubre y noviembre de 1520 Burgos iniciase el camino hacia la defección del bando comunero.

#### Gestiones en Burgos
Hacia la segunda mitad de octubre de 1520, Juan Zumel se erigió en representante del condestable en Burgos y negoció con los notables la vuelta de la ciudad a la obediencia regia. Por estas gestiones debió sufrir no solo el saqueo de su casa sino, también, su caída en prisión por algún tiempo, según se desprende de algunas cartas y del libro de actas del concejo burgalés. Así, en la sesión de 5 de marzo de 1521 se mandó al regidor Juan Martínez Fernández que escribiese al rey una carta «dándole cuenta de los daños causados en la casa de su compañero Zumel y de cómo este fue  [sic] preso por servirle rogando a Su Magestad le recompense por sus buenos servicios, pues así lo demandaba la justicia». Es posible también que Zumel, como escribano mayor, haya redactado la misiva que Burgos envió a la Santa Junta el 11 de noviembre de 1520, en la cual le recriminaba su actitud de desobediencia a Carlos I y justificaba el apartamiento de la ciudad del movimiento rebelde. El apoyo de Zumel a la causa realista, por su parte, no se limitó al aspecto político, pues también prestó 15 000 ducados a los virreyes, siempre necesitados de numerario para continuar la guerra.
Debido a los servicios prestados a la causa realista y a que sus vidas hayan corrido riesgo, en muchas ocasiones el condestable pidió al rey alguna dádiva para él. Principalmente, ser recibido en el Consejo Real:

Asy mismo tengo escripto a Vuestra Magestad suplicándole haga de su consejo al doctor Zumel que lo tiene el muy merecido por lo que ha servido en tiempo que su persona corria mucho peligro, como no me a Vuestra Magestad respondido a las otras cosas de su servicio no quiero quexarme desta en que yo recibiré mucha merced agora torno a suplicar a Vuestra Magestad me haga esta merced que yo salgo fiador que sea Vuestra Alteza bien servido del y demás desto me esta a mi bien que en vuestro consejo aya una persona que tenga especial cuidado de mis negocios.
Así mismo, tengo escrito a Vuestra Magestad suplicándole que haga de su Consejo al doctor Zumel, que lo tiene él muy merecido por lo que ha servido en tiempo que su persona corría mucho peligro. Pero como no me ha respondido Vuestra Magestad a las otras cosas de su servicio, no quiero quejarme de esta en que yo recibiré mucha merced. Ahora vuelvo a suplicar a Vuestra Magestad que me haga esta merced, porque yo salgo fiador de que sea Vuestra Alteza bien servido de él. Y demás de esto, me está a mi bien que en vuestro Consejo haya una persona que tenga especial cuidado de mis negocios.
Carta del condestable al rey, fechada en Burgos el 2 de enero de 1521.

Dentro de Burgos, su actitud fue recompensada con la concesión de diversos cargos y comisiones. Así, el 14 de febrero de 1521 los regidores de la ciudad le nombraron visitador de la moneda y juez de revista de los ganados. En la misma sesión también lo comisionaron para que, junto con Juan de Rojas y el regidor Santander, escribiese una carta al Consejo Real. Al día siguiente fue designado «jefe de las tropas de la ciudad, para que ayudase a los soldados que traían artillería, caso de que los pueblos opusieran resistencia a su paso», y tres días después el concejo lo comisionó para tratar con el Consejo Real los «capítulos generales de las leyes del Reino». El 2 de marzo se le encargó la tarea de contestar la carta de Sevilla que aprobaba la conducta de Burgos y, el 11 de abril, la de Carlos I felicitando a la ciudad por su lealtad. En la sesión del 27 de dicho mes recibió también la misión de negociar con el Consejo las concesiones obtenidas respecto a las ferias, mercados y posadas, y para pedir que la Chancillería se instalase en la ciudad. A esta entrevista Zumel partió inmediatamente, pues ya el 4 de mayo, y nuevamente el 14, escribió al concejo local desde Medina del Campo. De regreso a Burgos asistió a la sesión del 3 de junio, en la cual fue nombrado «letrado de los pobres».
Meses antes, quizás en abril, había sido designado capitán de las huestes burgalesas que se unirían al ejército del condestable. Sin embargo, Zumel decidió permanecer en las ciudad y no participar en las acciones militares que desembocaron en la derrota de los comuneros el 23 de abril de 1521, conocida como batalla de Villalar.

#### Saqueo de sus bienes en Valladolid
En los últimos días de enero de 1521, Zumel también padeció el saqueo, secuestro y venta en almoneda de su hacienda en Valladolid, ciudad controlada por los rebeldes. Con ella y otros bienes robados en Burgos la pérdida fue calculada por el condestable en más de 4000 ducados. Una semana después, el 8 de febrero, y a pesar de la oposición del bachiller Alonso de Guadalajara, la Santa Junta también mandó apoderarse de los 147 marcos de plata que tenía en el sagrario de la Iglesia Mayor, cantidad que luego Zumel reclamó por una demanda judicial presentada el 23 de noviembre de 1521.
Una real cédula del 11 de octubre de 1521 mandó al licenciado Minjaca que averiguase, en una comisión que luego se amplió al licenciado Villa, qué bienes le habían sido tomados en Valladolid «al tiempo en que dicha villa estaba rebelada». Al segundo de ellos, el 16 de mayo de 1522 se le ordenó que ejecutase la sentencia que había dado respecto a la plata confiscada de Zumel, sin escuchar las apelaciones en contrario.

#### Actuación en Valencia y Toledo
Tras ser nombrado alcalde de Corte por el condestable, en agosto de 1521 Zumel ya se encontraba junto al prior de San Juan en el cerco de Toledo, ciudad que aún resistía. Luego pasó por la residencia de los virreyes y, tras la llegada de unos frailes en tratos de paz, a la ciudad de Valencia, a la que pudo hacer volver a la obediencia regia tras haber sido la cuna del movimiento rebelde de las Germanías.

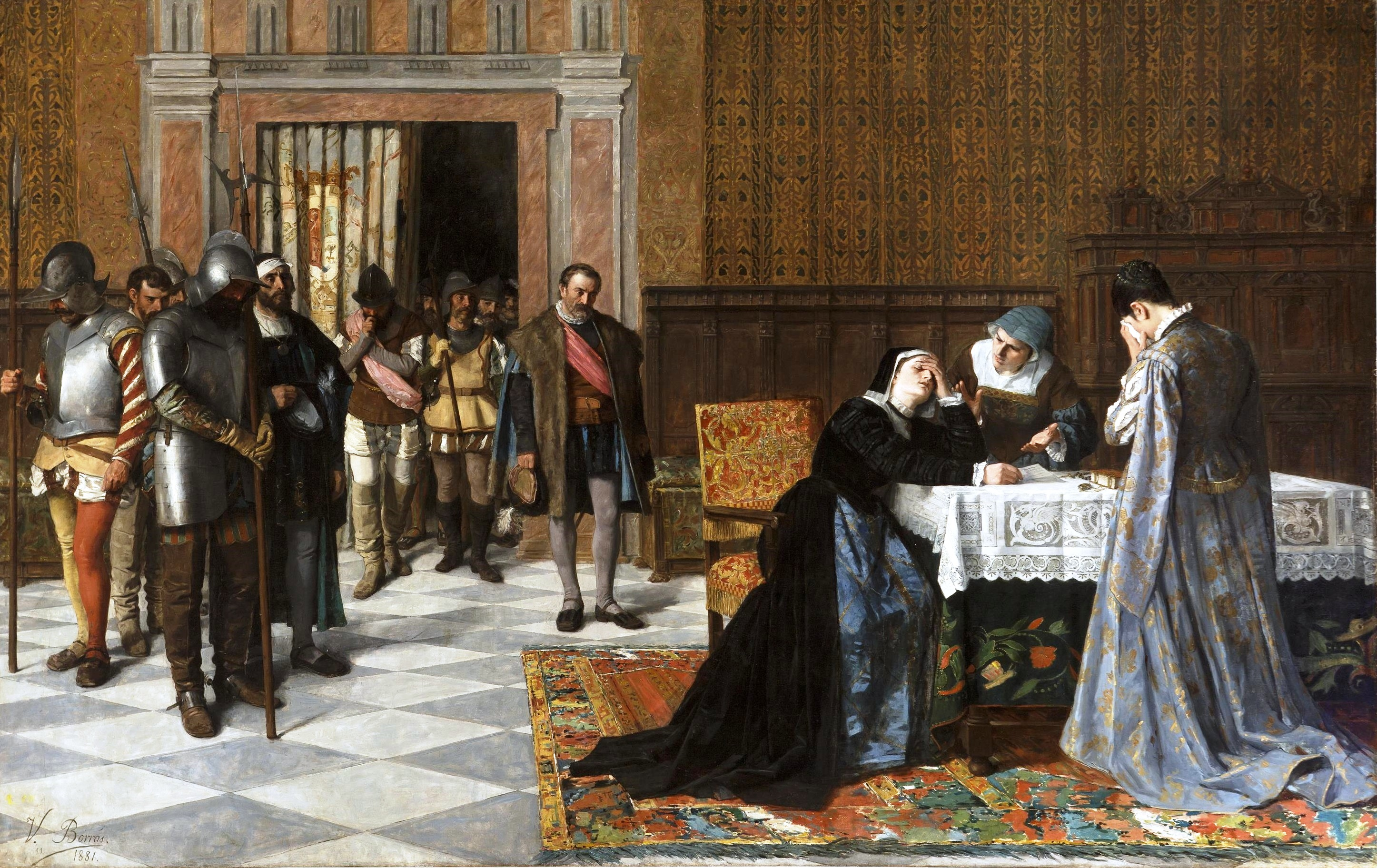
Doña María Pacheco después de Villalar, de Vicente Borrás y Mompó. 1881. (Museo del Prado, Madrid). El 31 de octubre de 1521, previas negociaciones, el arzobispo de Bari logró la rendición condicional de Toledo, tras pactar una capitulación que le daba a la ciudad ciertas garantías.

En diciembre de 1521 estaba de vuelta en Toledo, ciudad ya pacificada desde noviembre, para imponer sin restricciones la represión contra los antiguos comuneros. Esta misión, en consonancia con las numerosas sentencias a muerte que pronunció por esos meses, le valió la enemistad de los toledanos. Una noche, saliendo de la casa de María Pacheco —viuda del capitán Juan de Padilla—, se encontró con una multitud de cien a ciento cincuenta personas, una de las cuales le espetó amenazadoramente:

Guárdese lo capitulado, syno juro a Dios que de vn almena quedeys colgado.
Guárdese lo capitulado, sino juro a Dios que de una almena quedéis colgado.
Declaración procesal de Francisco Marañón, respuesta a la pregunta número 13.

Al parecer, también participó en la redacción de un nuevo texto de capitulación que en la mañana del 3 de febrero de 1522 fue mandado a proclamar por las nuevas autoridades y que, contrariamente al suscrito el 25 de octubre de 1521 con el arzobispo de Bari, sentaba la derrota total de la Comunidad. Esto tensó aún más el ambiente que se vivía en Toledo y condujo a una revuelta abierta ese mismo día, cuando los comuneros quisieron arrebatar de la cárcel a un prisionero que Zumel había condenado a la horca sin juicio previo, a raíz de los alborotos protagonizados la noche anterior. Con la derrota de los primeros y la huida de la esposa de Padilla, Zumel tuvo las manos libres para proceder de manera efectiva con la represión. Así, como primera medida, mandó derribar, arar y sembrar con sal la casa de Juan de Padilla, en cuyo solar levantó una columna con una placa difamatoria que hacía memoria de las pretendidas desgracias que la rebelión alentada por el regidor toledano habían causado al reino:

Aquesta fué la casa de Juan de Padilla y doña María Pacheco, su mujer, en la cual, por ellos e por otros que a su dañado propósito se allegaron, se ordenaron todos los levantamientos, alborotos y traiciones que en esta ciudad é en estos reinos se ficieron en deservicio de S. M. en los años de 1521. Mandóla derribar el muy noble señor don Juan de Zumel, oidor de S. M. e su justicia mayor en esta ciudad e por su especial mandado porque fueron contra su rey e reina e contra su ciudad e la engañaron so color de bien público por su interés o ambición particular, por los males que en ella sucedieron, e porque después del pasado perdón fecho por SS. MM. a los vecinos de esta ciudad que fueron en lo susodicho se tornaron a juntar en la dicha casa con la dicha doña María Pacheco queriendo tornar a levantar esta ciudad e matar todos los ministros de justicia e servidores de S. M. Sobre ello pelearon contra la dicha justicia e pendón real e fueron vencidos los traidores el lunes día de San Blas, 3 de febrero de 1522 años.
Esta fue la casa de Juan de Padilla y doña María Pacheco, su mujer, en la cual, por ellos y por otros que a su dañado propósito se allegaron, tuvieron lugar todos los levantamientos, alborotos y traiciones que en esta ciudad y en estos reinos se hicieron en deservicio de Su Magestad en los años de 1521. La mandó derribar el muy noble señor don Juan de Zumel, oidor de Su Magestad y su justicia mayor en esta ciudad y por su especial mandado, porque fueron contra su rey y reina y contra su ciudad y la engañaron bajo apariencia de bien público, por su interés o ambición particular, por los males que en ella sucedieron y porque después del pasado perdón hecho por Sus Magestades a los vecinos de esta ciudad, que fueron en lo susodicho, se volvieron a juntar en la dicha casa con la dicha doña María Pacheco queriendo volver a levantar esta ciudad y matar a todos los ministros de justicia y servidores de Su Magestad. Sobre ello pelearon contra la dicha justicia y pendón real y fueron vencidos los traidores el lunes día de San Blas, 3 de febrero de 1522.
Inscripción puesta por Zumel en el solar donde estaba la casa de Juan de Padilla.

Por espacio de dos meses, persiguió con rigor a los antiguos comuneros que todavía permanecían en la ciudad —dictando sentencias de muerte contra María Pacheco y Hernando de Ávalos, entre otros—, quemó y destruyó la mayoría de los escritos emanados de los órganos rebeldes de la ciudad —incluso el libro de actas del Ayuntamiento—, y declaró nula la exención de alcabalas que pretendía tener la ciudad, por cuanto el documento que alegaban en su favor los toledanos parecía ser una falsificación. El condestable describió su paso por la ciudad de la siguiente manera:

Después que se vino de Toledo el Arzobispo de Bary quedó el doctor Zumel haciendo grandes justicias, hasta que la allanó y la puso en tal estado que parece que no ha pasado por ella comunidad (...)
Después que vino de Toledo el arzobispo de Bari, quedó el doctor Zumel haciendo grandes justicias, hasta que la allanó y la puso en tal estado que parece que no ha pasado por ella Comunidad (...)
Carta del condestable al rey, fechada el 25 de abril de 1522 en Vitoria.

El 18 de febrero de 1522 fue nombrado alcalde mayor de Toledo en tanto el arzobispo de Bari estuviese ausente y el nuevo funcionario de justicia tomase las varas. Además, el 7 de abril la ciudad y el cabildo de jurados lo elogiaron por sus servicios a la monarquía y pidieron que fuese recompensado. Él, por su parte, fue enviado a la Corte en el mes de julio, junto a Juan Pedro de Cartagena, para averiguar si el monarca regresaba de Flandes y se ofrecía a visitar Burgos.

#### Concesiones recibidas de la monarquía
El 12 de mayo de 1521 una real cédula prometió a Zumel la escribanía pública de Segovia en caso de que su titular, Francisco de Ruescar, fuese condenado por su participación en la revuelta. También se le ordenó secuestrar los bienes de los comuneros Antonio Suárez y Bernardino de San Román.
Otra real cédula, expedida desde Bruselas el 26 de septiembre de 1521, lo nombró oidor de la Audiencia y Chancillería, en reemplazo del licenciado Siso. En una carta del 10 de marzo de 1522 el burgalés agradeció esta merced, pero sin mostrarse enteramente satisfecho. Según él, en Valladolid no eran conocidos sus servicios y tampoco era una ciudad donde pudiese hacer mucho en favor del rey («no era parte donde pudiese mejor servir á Su Magestad»).
El rey también le concedió 120 000 maravedíes en concepto de remuneración por los robos y daños recibidos en Burgos, aunque al parecer luego se mostró reacio a abonarle dicha cantidad. En efecto, el 6 de mayo de 1522 Juan Zumel pidió al monarca que al menos se le hiciese merced de un céntimo de lo que había gastado en su servicio, recordándole que por su actuación en Toledo habían ingresado a las arcas reales, en concepto de alcabalas, 400 000 ducados, y que su situación económica era muy penosa.

### Zumel, tutor de Atanasio de Ayala
Tras la muerte del rebelde conde de Salvatierra, Pedro López de Ayala, su hijo Atanasio debió seguir un pleito para recuperar las posesiones que eran de su padre, entonces confiscadas por la Corona y vendidas a ciertos particulares. Pero como era menor de edad, recibió como curador o tutor a Juan Zumel, quien desde dicha posición acompañó, en 1525, la firma de un convenio que permitía al hijo del aristócrata rebelde heredar las partes del feudo que todavía no hubiesen sido enajenadas y negociar con los compradores la devolución del resto de las tierras.
Atanasio debió recompensar a su tutor, según se desprende de la existencia de un juro del conde de Salvatierra que Zumel dejó a los Hospitales de Esgueva y de la Misericordia, en Valladolid, y que se componía de una renta de 143 030 y medio de maravedíes, obtenida sobre las alcabalas, tercias, renta, señorío y servicio de la villa de Ampudia.

### Otros servicios al condestable
El condestable Velasco, como señor de Medina de Pomar, nombró a Zumel juez en un litigio fiscal que sostenía esta ciudad con sus aldeas. El burgalés pronunció sentencia el 12 de septiembre de 1523, pero como las partes en conflicto se mostraron reacios a aceptarla, el 10 de octubre del mismo año, en Valladolid, tuvo que dictar una nueva concordia, en la que sentenció que Medina de Pomar pagase 83 pechos y un tercio y las vecindades o aldeas 40 pechos y los tres cuartos restantes, graduando cada pecho en 527 maravedíes y medio.
El 15 de marzo de 1524 Zumel firmó la carta de restitución de la renta de la escribanía a la villa de Haro, de parte del condestable y su esposa María de Tovar. Y años más tarde fue designado por estos alcalde mayor de Villalpando. Fue durante el ejercicio de este cargo cuando Zumel compró la capilla y altar mayor de la iglesia de Santa María de la Antigua en Valladolid, para su propio enterramiento y el de su esposa:

### Cortes de Toledo de 1525
Tras la Guerra de las Comunidades, Zumel fue nuevamente elegido para desempeñar una procuraduría en las Cortes, esta vez en las de Toledo de 1525, junto con Francisco Sarmiento. El 2 de junio, un día después de la inauguración, se leyó la proposición real y Zumel respondió en nombre de todos pidiendo permiso para deliberar en lo referente al servicio, que finalmente terminó siendo votado por unanimidad.
El 25 de agosto, una semana después de terminadas las Cortes, Juan Zumel recibió 200 ducados de oro (la misma cantidad que en Valladolid en 1518) por sus servicios al rey y en enmienda y satisfacción de cualquier cargo. También se le dieron 120 000 maravedís en compensación por los daños sufridos en Burgos y de la renunciación de un regimiento de Toledo y una escribanía de número en Segovia.
Y el 14 de noviembre de 1527 se le quiso tomar juramento para que declarase si a Francisco Sarmiento, su compañero de procuración, le habían hecho la dádiva correspondiente.

### Últimas gestiones en Burgos
El 11 de octubre de 1527 el concejo comisionó a Juan Zumel para que enviase dos mensajeros que llamasen a los menestrales y pendones de las trompetas, para el recibimiento de Carlos en la ciudad. Una semana después se le encargó, junto con otros, la redacción de un memorial dirigido al Consejo Real y que trataba sobre los eclesiásticos. La entrada del monarca a Burgos, por su parte, tuvo lugar el 7 de noviembre y en ella Zumel se colocó después de los alcaldes mayores.
En 1531 surgió una disensión entre el regimiento de la ciudad de Burgos y el cabildo catedralicio, que pretendía subir el coro a la capilla mayor, en donde originalmente se encontraba. El doctor Zumel se ocupó de conversar con el cabildo de la catedral y, especialmente, hablar con el condestable para convencerlo de que interpusiese su influencia en favor de la ciudad, tal como finalmente lo hizo.

## Muerte y testamento
Zumel continuó desempeñando en Burgos su cargo de escribano mayor hasta ocho días antes de su fallecimiento. Estando bastante enfermo y usando la facultad que el rey le había concedido tras las Cortes de Valladolid de 1518, el 8 de abril de 1534 y ante el escribano Alonso de Benavente, renunció el oficio en favor de su sobrino Juan Zumel Saravia. Poco más de una semana después, muy probablemente el jueves 16 de abril de 1534, falleció.

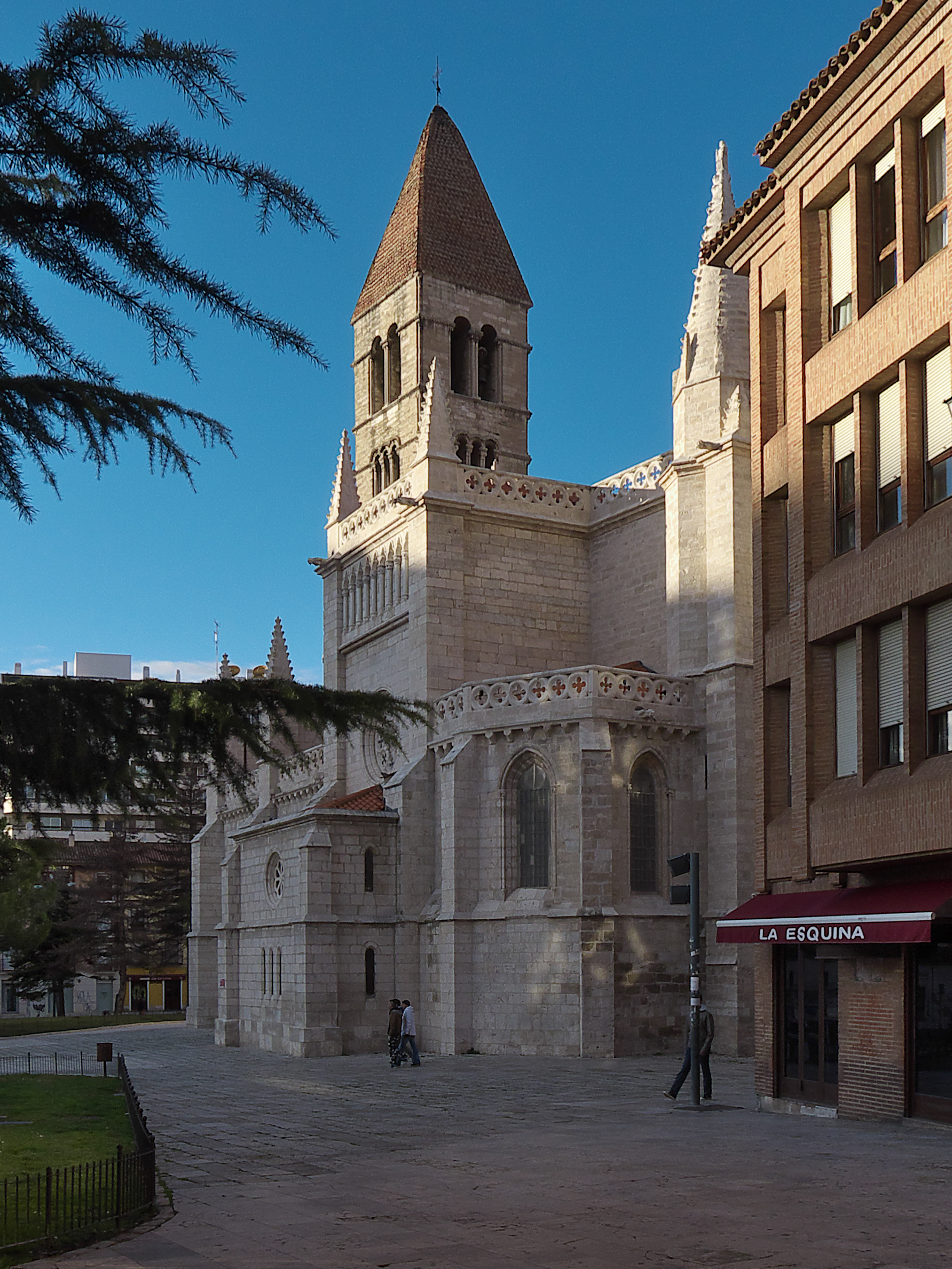
Vista de la iglesia de Santa María La Antigua, en Valladolid, donde Juan Zumel pidió ser sepultado

En su testamento, redactado en la misma fecha de la muerte, dispuso que toda su hacienda fuese a parar a manos de su esposa Catalina de Estrada, siempre y cuando «no mude estado ni condición»; que fuese sepultado en la iglesia de Nuestra Señora de la Antigua, en Valladolid, sobre las gradas de la capilla mayor; que se diese por dotación de la sepultura 150 000 maravedíes en dineros (o lo que es lo mismo, 5000 maravedíes de renta); que se comprase de su hacienda una renta de 10 000 maravedíes, para pagar una capellanía perpetua que implorase por su alma con seis misas cada semana; que el capellán susodicho fuese nombrado por su esposa y, luego de la muerte de ella, por los parroquianos legos de dicha iglesia, procurando siempre que fuese una persona idónea que residiese en el coro de aquella los días domingos, en pascuas y fiestas y que cada vez que faltase le quitasen medio real y se lo diesen a los que sirviesen; y, finalmente, que si los parroquianos no quisiesen darle dicha sepultura, lo enterrasen donde su esposa quisiese, dentro o fuera de la iglesia.
En cuanto a su viuda, Catalina de Estrada, otorgó testamento el 21 de mayo de 1540 ante Juan de Colmenares y falleció cinco días después. Los bienes que tenía quedaron en posesión de su hermana Isabel de Rohenes.

### Libros
- Hergueta y Martín, Domingo (1923). Noticias históricas del doctor Zumel (PDF). Burgos: Tipografía de «El Monte Carmelo».

- Danvila y Collado, Manuel (1897-1900). Historia crítica y documentada de las Comunidades de Castilla. Colección de documentos, opúsculos, y antigüedades que publica la Real Academia de Historia; 35-40. 6 volúmenes. Madrid: Memorial Histórico Español.

- Pérez, Joseph (1977). La revolución de las Comunidades de Castilla (1520-1521). Siglo XXI de España Editores. ISBN 9788432302664.

- Martínez Gil, Fernando (1981). Toledo en las Comunidades de Castilla (PDF). I. P. I. E. T., Diputación Provincial.
- Sandoval, Prudencio de (1681). Historia de la vida y hechos del emperador Carlos V. Impreso por Geronymo Verdussen.

- Manrique, Cayetano (1876). Historia de la legislación y recitaciones del derecho civil de España, volumen IX. Imprenta Nacional.

- Martínez Marina, Francisco (1813). Teoría de las Cortes ó Grandes Juntas Nacionales de los reinos de León y Castilla: monumentos de su constitución política y de la soberanía del pueblo, volumen I. Imprenta de Fermín Villapando.

- González García, Casimiro (1900). Valladolid, sus recuerdos y sus grandezas: religión, historia, ciencias, literatura, industria, comercio y política, volumen 1. Imprenta de José Rodríguez Hernando. ISBN 9788450040654.